# Weißbüschel-Mückenfresser
Der Weißbüschel-Mückenfresser (Conopophaga melanogaster), manchmal auch Westlicher Schwarzkopf-Mückenfresser oder Schwarzbauch-Mückenfresser genannt, ist eine Vogelart aus der Gattung Conopophaga innerhalb der Familie der Mückenfresser (Conopophagidae). Die Art hat ein großes Verbreitungsgebiet, das die südamerikanischen Länder Brasilien und Bolivien umfasst. Der Bestand wird von der IUCN als nicht gefährdet (Least Concern) eingeschätzt.

## Merkmale

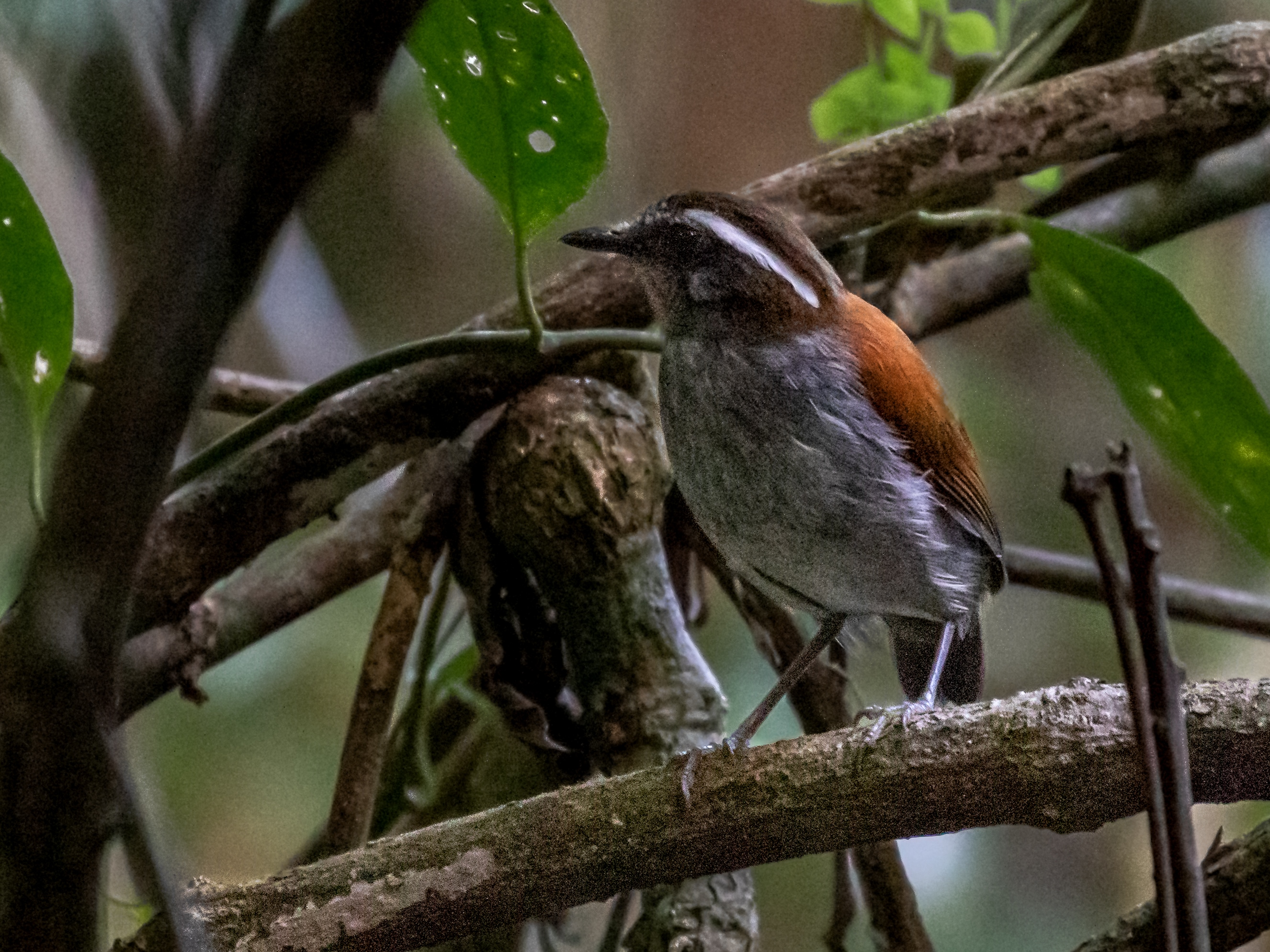
Weibchen des Weißbüschel-Mückenfressers

Der Weißbüschel-Mückenfresser erreicht eine Körperlänge von etwa 14,5 Zentimetern. Der Schnabel ist schwarz, seine Beine blaugrau. Im Vergleich zu seinen Artverwandten hat er einen relativ langen Schwanz. Der Kopf des Männchens ist komplett schwarz. Der größte Teil der Unterseite ist ebenfalls schwarz. Hinter dem Auge hat es einen langen weiß-silbrigen büscheligen Streifen. Die Oberseite glänzt rotbraun bis kastanienfarben. Die Flanken und der hintere Teil des Bauchs sind gräulich. Das Weibchen hat einen dunkelgrauen Scheitel, während die Hinterkrone und der Nacken dunkelbraun ist. Der postokulare Streifen ist weiß. Die Oberseite glänzt ähnlich wie beim Männchen rotbraun bis kastanienfarben. Die Unterseite ist überwiegend hellgrau, doch ist es an der Kehle und im mittleren Bauchbereich weißlich.

## Verbreitung und Lebensraum
Der Vogel kommt gelegentlich im Unterholz von feuchten Wäldern vor. Meist bewegt er sich in Gebieten bis 400 Metern über dem Meeresspiegel, die nicht regelmäßig von Flüssen überflutet werden, den sogenannten Terra-Firme-Wäldern. Der Vogel kommt in Brasilien südlich des Amazonas an den Ufern des Rio Tocantins bis westlich an den Abfluss des Rio Madeira vor. Südlich erstreckt sich das Verbreitungsgebiet nach Rondônia und den Norden Mato Grossos. In Bolivien ist er im Norden des Departamento Beni präsent.

## Verhalten
Normalerweise ist der Vogel einzeln oder in Paaren unterwegs. Meist sitzt er in den Zweigen der tieferen Straten. Hier bewegt er sich vorzugsweise in dichtem Gestrüpp in der Nähe von Flüssen und deren Flussbänken. Von seinen Sitzplätzen aus hält er Ausschau nach Insekten, die er von Blättern oder am Boden erbeutet.

## Etymologie und Forschungsgeschichte
Édouard Ménétries (1802–1861) beschrieb den Weißbüschel-Mückenfresser bereits unter dem heute gültigen Protonym. Das Typusexemplar wurde von Georg Heinrich von Langsdorff (1774–1852) in der Nähe von Cuiabá gesammelt.
»Conopophaga« setzt sich  aus den griechischen Worten κωνωψ, κωνωπος kōnōps, kōnōpos für »Mücke, Schnake« und -φαγος, φαγειν -phagos, phagein für  »-essend, essen« zusammen.  Das griechische Artepitheton »melanogaster« ist ein Wortgebilde aus μελας, μελανος melas, melanos für »schwarz« und γαστηρ, γαστρος gastēr, gastros für »Bauch«.